# Siebold-Gymnasium

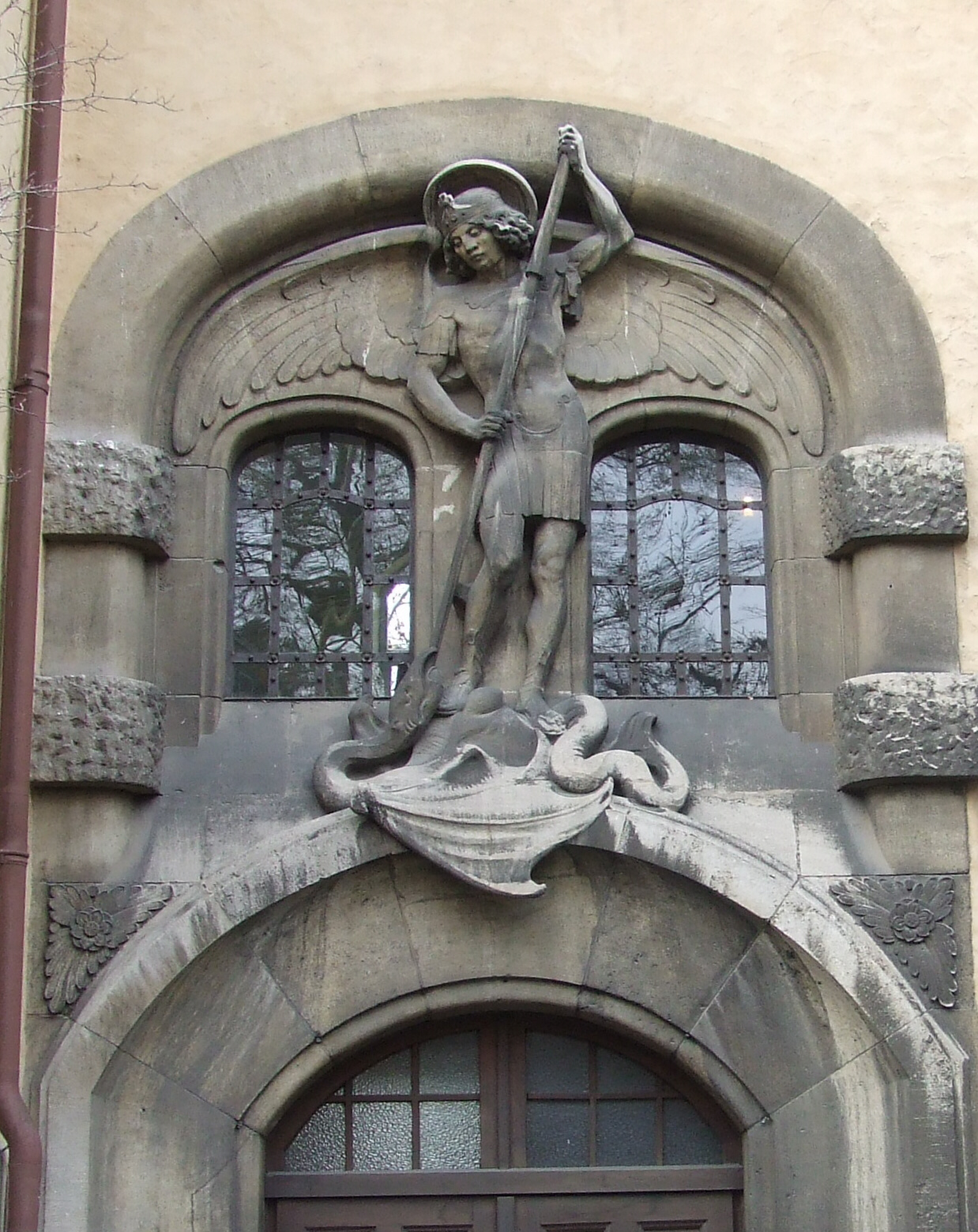
St. Michaels-Portal

Das Siebold-Gymnasium ist ein schwerpunktmäßig sprachlich und wirtschaftswissenschaftlich ausgerichtetes Gymnasium in der Würzburger Altstadt. Es ging aus einem 1864 gegründeten königlichen, später staatlichen Realgymnasium hervor, das 1907 das bis heute genutzte Schulgebäude bezog.
Die Schule ist seit 1961 nach dem gebürtigen Würzburger, Arzt und Naturforscher Philipp Franz von Siebold und weiteren berühmten Mitgliedern der im 18. und 19. Jahrhundert in Würzburg ansässigen Familie Siebold benannt. Letzter Namenspatron war der ehemalige Bürgermeister von Geislingen an der Steige, Friedrich Karl von Siebold (1897–1984).
Das Siebold-Gymnasium befindet sich in direkter Nachbarschaft zum Riemenschneider-Gymnasium und teilt sich mit diesem seit 2008 eine Mensa. Des Weiteren ist das Siebold-Gymnasium Seminarschule für die Fächer Englisch, Französisch, Spanisch, Latein, Mathematik und Sport (weiblich).

## Gebäude

Das Schulgebäude kurz nach seiner Fertigstellung

Das 1906–1907 nach Entwurf des Münchner Architekten Franz Rank errichtete Gebäude ist ein mehrteiliger drei- bzw. viergeschossiger Bau, der Baukörper ist dem Verlauf der Rennweger Straße und der Lage an der Einmündung der Kapuzinerstraße entsprechend zweifach abgeknickt. Die verputzte Fassade mit Gliederungen in Kalkstein und ornamentalen wie figürlichen Schmuckelementen wird akzentuiert durch Risalite, Erker, Giebel und einen Turm. Die um 1907 errichtete Einfriedung besteht aus Sandstein-Pfeilern mit steinernen Kugelaufsätzen und einem Metallzaun.
Das Schulgebäude erlitt beim Bombenangriff auf Würzburg am 16. März 1945 schwere Schäden und war zunächst nicht benutzbar. Von 1948 bis 1950 wurde es mit erheblich vereinfachten Dächern instand gesetzt: Der Turm erhielt einen schlichten Pyramidenhelm. Den mächtigen Giebel des Ecktrakts ersetzte eine abgewalmte Dachfläche.
Stilistisch weist die Architektur viele traditionelle Elemente, aber auch deutliche Einflüsse des Jugendstils auf. Das Gebäude steht trotz der erheblichen Veränderungen nach 1945 unter Denkmalschutz.

## Geschichte
Die Schule wurde 1864 in Folge einer „Allerhöchsten Verordnung“ von Ludwig II. (Bayern) mit dem Namen „Königliches Realgymnasium“ als zweites Gymnasium Würzburgs, neben dem dann so genannten Alten Gymnasium gegründet. Im Gegensatz zu dessen altsprachlicher Ausrichtung wurden im Realgymnasium die modernen Fremdsprachen sowie die Realien Physik und Chemie unterrichtet. Der Ausbildungsschwerpunkt Moderne Fremdsprachen blieb bis heute erhalten. Für die Errichtung eines Realgymnasiums in Würzburg (statt in Regensburg) hatte sich ab 1861 besonders der Pathologe und ehemalige Landtagsabgeordnete Johann Nepomuk Narr (1802–1869) bei dem bayerischen Abgeordneten Anton Ruland eingesetzt. Als Gründungsrektor leitete Johann Baptist Bayer die Schule in Räumen der Maxschule von 1864 bis 1878. Im Jahr 1864 stellte Philipp Franz von Siebold in der Aula der Maxschule die ethnologische Sammlung seiner 2. Japanreise (1859–1862) aus.
1895 wurde der 1. Fußballclub Würzburgs am Realgymnasium gegründet.
Die Kinderärztin Klara Oppenheimer, die auch für die Rechte der Mädchen und Frauen kämpfte, legte 1905 als Externe ihr Abitur ab, nachdem Frauen nun an den drei bayerischen Landesuniversitäten als reguläre Studenten aufgenommen wurden.
1902 wurde ein Studienseminar eingerichtet. Nachdem die Studiengänge Jura und Medizin auch für Abiturienten des Realgymnasiums geöffnet worden waren, nahmen die Schülerzahlen stark zu. Um der entstandenen Raumnot zu begegnen, wurde 1906–1907 auf dem heutigen Gelände ein neues Schulgebäude im Neo-Stil mit zwei Flügeln und dem charakteristischen burgartig wirkenden Turm als Mitteltrakt errichtet. Bis 1907 blieb diese die bevorzugte Schule der Würzburger Juden.

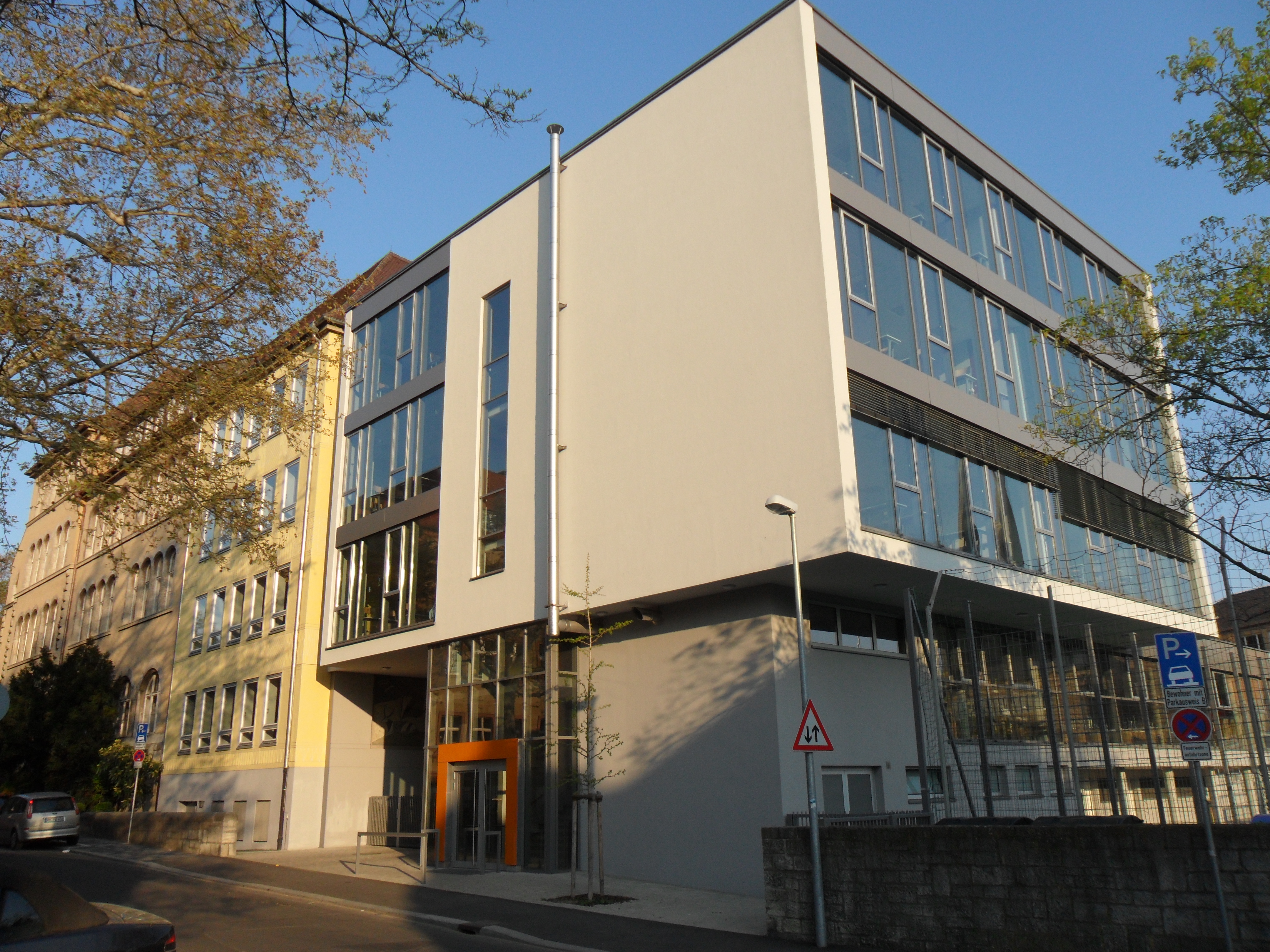
Neubau mit Mensa

1914 wird das Realgymnasium neusprachlich mit den zwei modernen Fremdsprachen Englisch und Französisch.
In der Zeit des Nationalsozialismus wurde die Schule in „Oberschule am Gardistenplatz“ umbenannt. 1938 mussten die letzten jüdischen Schüler, die 1921/22 noch 10 % der Schülerschaft gestellt hatten, die Schule verlassen. Zum Gedenken an die in der Zeit der nationalsozialistischen Gewaltherrschaft in den Freitod getriebenen und ermordeten jüdischen Schüler und den jüdischen Lehrer Siegmund Rindskopf wurde 2009 ein eigenes Gedenkbuch angelegt.
Nach den Zerstörungen des Bombenangriffes am 16. März 1945 wurde der Schulbetrieb ab 1946 unter dem Namen „Realgymnasium Würzburg – Oberschule im Abbau“ in der Mozartschule fortgeführt, bis 1950 beide Flügel des Altbaus im historisierenden Stil wiedererrichtet worden waren.
1957 wird das bestehende Schulgebäude durch Erweiterungsbauten und zwei Turnhallen im modernen Stil ergänzt. Dabei ist 1958 auch das Fassadenbild über die Schöpfung von Curd Lessig entstanden.
1961 nahm das Gymnasium den Namen des Würzburger Gelehrtengeschlechts von Siebold an. Insbesondere Philipp Franz von Siebold verkörperte einerseits als Forscher, Arzt und andererseits als an fremder Kultur und Sprache interessierter Wissenschaftler die Tradition der Schule als Realgymnasium mit neusprachlicher Ausprägung.
In demselben Jahr wurde der Sportplatz am Gardistenplatz eingeweiht.

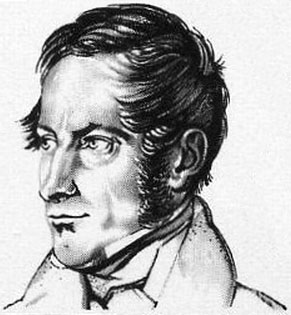
Philipp Franz von Siebold

1968 ist das Gymnasium um 44 % auf über 900 Schüler angewachsen.
1973 wurde die Schule für Mädchen geöffnet, nachdem ihnen 1920/21 schon einmal, jedoch nur für zwei Jahre, der Eintritt ins Realgymnasium erlaubt war. Heute lernen mit 71 % deutlich mehr Mädchen als Jungen im Siebold-Gymnasium.
Weitere Bauabschnitte sind bis 1959 ein Erweiterungsbau in der Kapuzinerstraße und Turnhallen, 1967/69 zwei Pavillons, die 2006/08 wieder abgerissen wurden, sowie ebenfalls 2006/08 ein Neubau mit neun Klassenräumen, der Mensa und einer offenen Ganztagsschule.
Von 2008 bis 2019 wurden aufgrund des Raummangels auch die Klassenzimmer der ehemaligen Maxschule, dem heutigen Mozartareal, genutzt.
Seit Schuljahresbeginn 2008/09 wird ein wirtschaftswissenschaftlicher Zweig angeboten.
Im Dezember 2015 erhielt das Gymnasium die Auszeichnung der Initiative Schule ohne Rassismus – Schule mit Courage, nachdem dies in den Jahren zuvor erfolglos versucht worden war. Die Patenschaft für die Verleihung übernahm Josef Schuster (Zentralratspräsident). Im selben Monat wurde die Schule auch als Umweltschule in Europa / Internationale Agenda 21-Schule ausgezeichnet.
Seit 2018 hat das Siebold-Gymnasium eine Besonderheit, die es in dieser Art nicht ein weiteres Mal in Würzburg gibt. Im Dezember 2018 startete die Schülerfirma Snack.Eck einen Pausenverkauf, der bis heute regelmäßig jeden Freitag in der zweiten Pause stattfindet. Alle angebotenen Produkte werden in der Mensa frisch zubereitet. Als einziges Gymnasium mit wirtschaftswissenschaftlichem Zweig lernen dort die Schülerinnen und Schüler die betriebswirtschaftlichen Zusammenhänge, Produktionsschritte und -ketten sowie Verkaufs- und Vermarktungsstrategien auch in der Realität. Dadurch konnte auch der Versorgungsengpass geschlossen werden, der durch den fehlenden Mensa-Betrieb am Freitag vorhanden war.
Seit dem Beginn des Schuljahres 2019/20 werden aufgrund des Raummangels auch die Klassenräume der Hauger Schule in der Wallgasse genutzt.

## Schulpartnerschaften
- St.Kilians Deutsche Schule, Dublin,  Irland
- East Lansing High School, Michigan,  Vereinigte Staaten
- Bozena-Nemcová-Gymnasium, Hradec Králové,  Tschechien
- Colegio Fundación Caldeiro, Madrid,  Spanien
- Collège du Sacre-Cœur, Caen,  Frankreich
- Liceo Plinio Seniore, Rom,  Italien
- I.P.C.L. Nini Cassarà, Cefalù,  Italien

## Schulleiter
- Johann Baptist Bayer, 1864–1878
- Michael Krück, 1878–1912
- Georg Heeger 1912–1915
- Theodor Link 1915–1923
- Bruno Herlet 1923–1928
- Richard Schiedermair 1928–1945
- Wilhelm Bauer 1945 bzw. 1946–1949
- Otto Werb 1949–1962
- Franz Pietsch 1962–1968
- Friedrich Lindner, 1968–1976
- Otto Schönberger, 1976–1984
- Heribert Lange, 1984–1995
- Hartmut Dieckhoff, 1995–2006
- Hermann Rapps, 2006–2019
- Hansgeorg Binsteiner, seit September 2019

## Bekannte Schüler
- Andreas Michel (1861–1921), Begründer der Abteilung Zahnheilkunde an der Julius-Maximilians-Universität Würzburg
- Klara Oppenheimer (1867–1943), Kinderärztin und Frauenrechtlerin
- Sigmund Otto Rosenheim (1871–1955), Biochemiker
- Otto Haas (1874–1955), Schriftsteller und Musikantiquar
- Joseph Oppenheimer (1876–1966), Landschafts- und Porträtmaler
- Adolf Klughardt (1886–1950), Zahnmediziner, Hochschullehrer und Geologe
- Magdalene Schoch (1897–1987), Juristin
- Oskar Rudolf Dengel (1899–1964), Verwaltungsjurist, Politiker (NSDAP) und Zweiter Bürgermeister Würzburgs
- Margret Boveri (1900–1975), Journalistin
- Curt Riess (1902–1993), Biograf und Autor
- William G. Niederland (1904–1993), Psychoanalytiker
- Kurt Leo Silbermann, Curt C. Silberman (1908–2002), Rechtsanwalt, Präsident der American Federation of Jews from Central Europe
- Albert Neuberger (1908–1996), Biochemiker
- Rudolf Schiedermair (1909–1991), Jurist, Richter und Honorarprofessor, juristischer Berater des Reichskommissars für die vom Deutschen Reich besetzenden norwegischen Gebiete
- Michael Golomb (1909–2008), Mathematiker
- Norbert Glanzberg (1910–2001), Komponist und Pianist
- Josef Neckermann (1912–1992), Versandkaufmann und Dressurreiter
- Gerd Burkhardt (1913–1969), Physiker
- Marita Bäuerlein (* 1944), Landtagsabgeordnete und Deutsche Weinkönigin 1964/1965
- Jürgen Weber (* 1945), Oberbürgermeister der Stadt Würzburg
- Hans Ulrich Gumbrecht (* 1948), Romanist, Literaturwissenschaftler und Publizist
- Michael Vogtmann (* 1952), Schauspieler und Filmregisseur
- Sabine Lorenz (* 1972), Schauspielerin
- Christian Stöcker (* 1973), Redakteur, Sachbuch-Autor und Professor für Digitale Kommunikation
- Christian Zübert (* 1973), Drehbuchautor und Filmregisseur
- Tobias Kuhn (* 1975), Musiker, Singer-Songwriter, Filmkomponist und Musikproduzent
- Tobias Oertel (* 1975), Schauspieler
- Susanne Alt (* 1978), Musikerin
- Silvia Pernice-Warnke (* 1980), Rechtswissenschaftlerin und Hochschullehrerin
- Mia Florentine Weiss (* 1980), Konzept- und Performancekünstlerin
- Anna Stolz (* 1982),  bayerische Staatsministerin für Unterricht und Kultus

## Bekannte Lehrer
- Albert Hilger (1839–1905), Pharmakologe und Lebensmittelchemiker
- Theo Memmel (1891–1973), Oberbürgermeister der Stadt Würzburg, Kreisleiter der NSDAP
- Otto Schönberger (* 1926), Altphilologe und Schulleiter
- Alfons Stier (1877–1952), Komponist und Musikkritiker